# Henry Heinemann

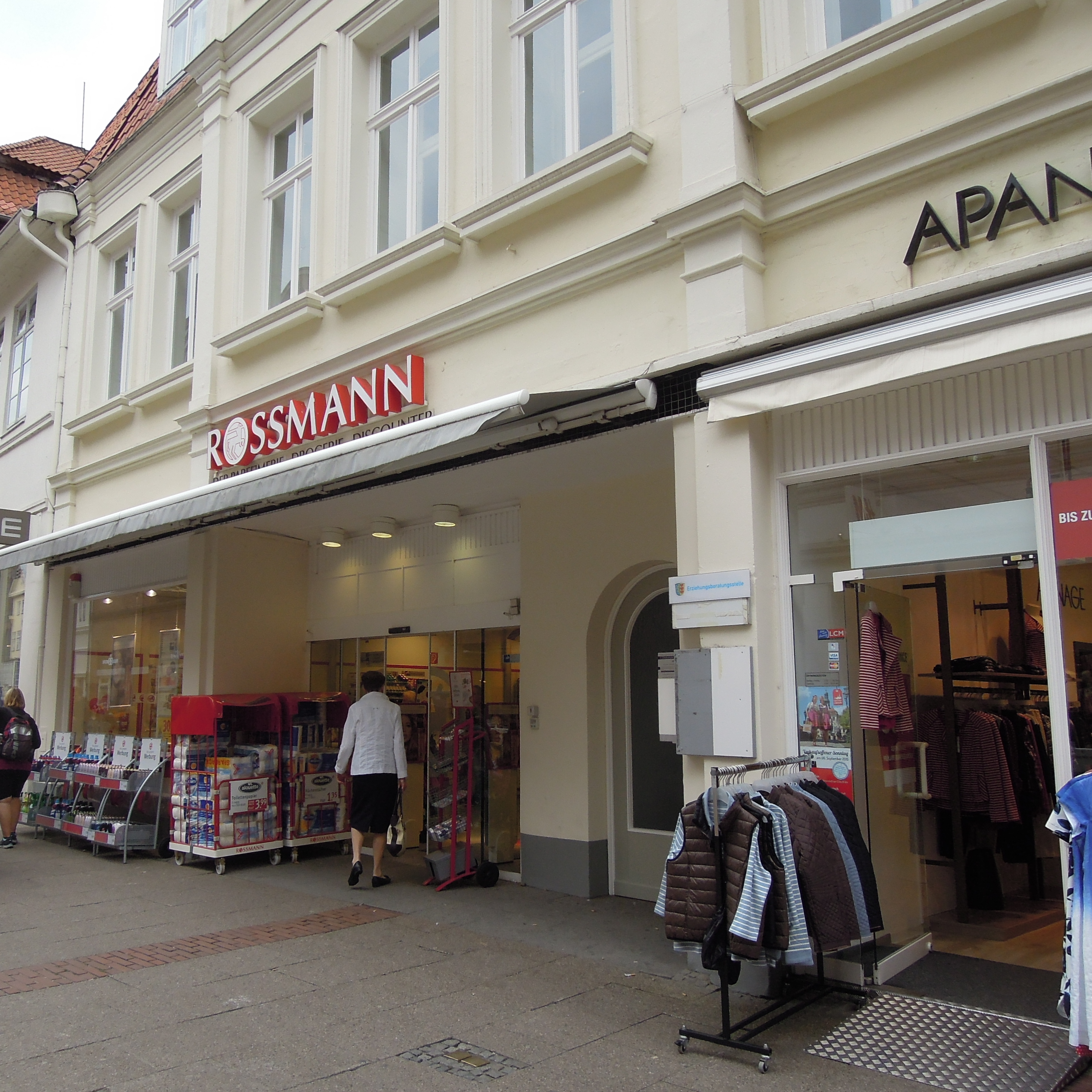
Das Haus Große Bäckerstraße 23 in Lüneburg – hier wuchs Heinemann auf. Heute (2019) befindet sich dort im Erdgeschoss eine Rossmann-Filiale.

Henry Joseph Heinemann (* 2. November 1883 in Lüneburg; † 24. Dezember 1958 in Amsterdam) war ein deutsch-niederländischer Humanmediziner. Er erwarb sich große Verdienste um die Tropenmedizin in der Kolonie Niederländisch-Indien und forschte insbesondere auf dem Gebiet der Serologie zu Krankheiten wie beispielsweise Syphilis, Tuberkulose und Malaria. Zum Ende seines Lebens war er noch für das Koninklijk Instituut voor de Tropen tätig.

## Leben

### Herkunft, Ausbildung und Privatleben
Henry Joseph Heineman wurde als jüngstes Kind in eine wohlhabende Großfamilie jüdischen Glaubens mit insgesamt 17 Kindern hinein geboren, von denen 15 das Kleinkindalter überlebten. Der Vater Marcus Heinemann (1819–1908) betrieb zusammen mit seinen Brüdern eine Bank und einen Tuchhandel in Lüneburg. Darüber hinaus war er Vorsteher der städtischen jüdischen Gemeinde und Mitbegründer sowie wichtiger Finanzier des Museumsvereins. Die Mutter Henriette Heinemann (geborene Lindenberg; 1836–1883) starb nur zehn Tage nach Henrys Geburt an einer Infektion. Seine Schwester Martha Gella fungierte in den folgenden Jahren als Mutterersatz und half maßgeblich dabei, die jüngeren Geschwister aufzuziehen. Direkt im Zentrum der Altstadt bewohnte die Familie ein 1550 erbautes Patrizierhaus mit der Adresse Große Bäckerstraße 23. Aufgrund des großen Altersunterschiedes der Kinder lebten allerdings nicht alle Familienmitglieder gleichzeitig dort.
Nachdem er am Johanneum Lüneburg sein Abitur abgelegt hatte, zog er im April 1902 nach München, um ab dem Sommersemester an der Ludwig-Maximilians-Universität ein Medizinstudium aufzunehmen. Er war Mitglied in einem schlagenden Corps und wurde während des Sommersemesters 1905 nicht in den Immatrikulationslisten geführt. Nach seiner Rückkehr konnte er das Studium nach dem Wintersemester 1906/1907 abschließen. Im Juni 1907 legte er die Dissertation Die Spontanruptur des Herzens vor und wurde schließlich am 20. August 1908 promoviert.
Am 21. Oktober 1911 ließ sich Henry Heinemann in Straßburg protestantisch taufen. Auf Ceylon traf er die dort als Krankenschwester arbeitende Dorothea „Dora“ Betty Masemann (1890–1955). Geboren im niedersächsischen Wöpse war sie die Tochter eines Berliner Arztes. Beide verlobten sich an Ostern 1915 in einem Kriegsgefangenenlager auf Ceylon und heirateten am 20. Juli gleichen Jahres im Ortsteil Wiesbach der oberbayerischen Gemeinde Ainring. Das Paar hatte mit Martha Maria Louise (1916–1976) und Heinz Otto (1920–1977) zwei gemeinsame Kinder. Zwar lag der Lebensmittelpunkt der Eheleute – bedingt durch Henrys Arbeit – knapp 30 Jahre lang auf Sumatra, ihre Kinder ließen sie aber aufgrund der besseren Bildungsinfrastruktur in Mitteleuropa unterrichten, in den Niederlanden sowie am Institut auf dem Rosenberg im schweizerischen St. Gallen.
Zu seiner Familie zählten beispielsweise sein Bruder Otto Karl Erich, der in den Vereinigten Staaten das Musiklabel Okeh Records gründete, sowie der Philosoph Fritz Heinemann und der Sprachwissenschaftler Hermann Jacobsohn als seine Neffen. Die unverheirateten Schwestern Martha Gella und Emilie kümmerten sich um den verwitweten Vater und bewohnten das Haus bis zu ihrem eigenen Tod Mitte der 1930er Jahre. Während der Zeit des Nationalsozialismus wanderten zahlreiche Mitglieder der Familie Heinemann unter dem Eindruck des sich stetig intensivierenden Antisemitismus in die Vereinigten Staaten, in das Völkerbundsmandat für Palästina, das Vereinigte Königreich, in die Schweiz, die Niederlande und nach Frankreich aus. Einigen gelang jedoch nicht die rechtzeitige Flucht: Henry verlor zwei Schwestern (Anna Rebecca und Ida), zwei Nichten, zwei Neffen, vier Großnichten und einen Großneffen im Holocaust. Darüber hinaus starb eine Großnichte im Zuge der Krankenmorde.

### Berufliche Anfänge
Nach seinem Studienabschluss fand Heinemann den Einstieg ins Berufsleben an der medizinischen Fakultät der Straßburger Kaiser-Wilhelm-Universität, wo er als Dozent angestellt wurde. Sein Forschungsschwerpunkt lag zu diesem Zeitpunkt bereits auf der Tropenmedizin. Dort machte er auch die Bekanntschaft von Albert Schweitzer, der – obgleich fast neun Jahre älter als Heinemann und bereits sowohl in Philosophie als auch in Theologie promoviert – in den Jahren 1905 bis 1913 noch ein Medizinstudium absolvierte.
Parallel zur universitären Tätigkeit begann Heinemann seine praktische Laufbahn als Tropenarzt zunächst auf der damals zum Britischen Weltreich gehörenden Insel Ceylon. Anfang der 1910er Jahre arbeitete er am Zentralhospital Petoemboekan in der Nähe von Loeboekpakam an der Ostküste der Region Sumatera Utara in Niederländisch-Indien. Dort war seit Mai 1906 Gustav Baermann als Chefarzt tätig, der einst Assistent von Albert Neisser gewesen war.

### Gefangenschaft und Militärdienst im Ersten Weltkrieg
Zu Beginn des Ersten Weltkrieges gab Heinemann seine Arbeitsstelle in Übersee sofort auf, um nach Deutschland zu reisen, geriet allerdings auf Ceylon als „feindlicher Ausländer“ in britische Kriegsgefangenschaft und wurde in einem Lager im Süden der Insel, in Diyatalawa, interniert. Dort ließ man ihn weiter seinen medizinischen Tätigkeiten nachgehen, wie Zeitzeugen berichteten:
„Besonders erwähnen möchte ich auch Herrn Dr. Heinemann aus Lüneburg, der – selbst Kriegsgefangener – sich in aufopfernder Weise der Kranken annahm und der unter der nominellen Aufsicht eines englischen Arztes alle Fälle selbst behandelte. Er war den Müttern bei der Entbindung eine erfahrene und vertrauenswerte Hilfe und hielt auch einen Kursus über erste Hilfe in Unglücksfällen, der stark besucht war. Sein Sprechzimmer lag in der Mitte des Lagers und war durch eine rote Kreuzflagge kenntlich.“
Eine Gefangennahme von medizinischem Personal verstieß allerdings gegen die erste Genfer Konvention und seinem Bruder Robert, der Justizrat war und als Rechtsanwalt in Lüneburg praktizierte, gelang es im Verlaufe des Jahres 1915, die Freilassung zu erwirken.
Noch im gleichen Jahr meldete sich Henry Heinemann in Deutschland freiwillig zum Kriegsdienst und wurde als Sanitätsoffizier der 2. Königlich Bayerischen Division zugeteilt. Im Frühjahr 1916 untersuchte er einige aus britischer Kriegsgefangenschaft zurückgekehrte Besatzungsmitglieder der im November 1914 angegriffenen und zerstörten Emden und stellte fest, welche infolge ihrer erlittenen Verwundungen dauerhaft dienstuntauglich waren. Im weiteren Verlauf des Jahres nahm er an der Schlacht um Verdun teil, wo er durch ein Schrapnell verwundet wurde. Anschließend diente er noch unter Kommandeur Jakob von Danner als Bataillonsarzt im 18. Bayerischen Reserve-Infanterie-Regiment an der Ostfront. Heinemann verfasste mit der selbstgebundenen Schrift Kriegstagebuch eines Truppenarztes eine Abhandlung über Hygiene und Gesundheitsvorsorge an der Front, wurde mit dem Eisernen Kreuz I. Klasse ausgezeichnet und mehrfach befördert. Während des Krieges und kurz danach lebte er mit seiner Familie im Ortsteil Wiesbach der oberbayerischen Gemeinde Ainring sowie in Herrsching am Ammersee.

### Mehr als eineinhalb Jahrzehnte Chefarzt
Bereits unmittelbar nach dem Ende der Kampfhandlungen nahm Heinemann seine Arbeit als Tropenarzt in Südostasien wieder auf. Zum Jahreswechsel 1918/1919 besuchte er ein Gefangenenlager in Britisch-Indien und behandelte dortige Patienten. Anschließend kehrte er ins Zentralhospital Petoemboekan auf Sumatra zurück. 1923 wechselte er als Chefarzt an das Krankenhaus der von der Handelsgesellschaft Senembah Maatschappij betriebenen Tabakplantage Tandjong Morawa in der Nähe von Medan. Diese Position hielt Heinemann knapp 17 Jahre. Darüber hinaus bestand ab 1926 in Medan eine Poliklinik für bedürftige Brustkranke, die er ebenfalls leitete.
Insbesondere in den 1920er Jahren publizierte er zahlreiche Artikel in Fachzeitschriften. Durch seine Forschungen erarbeitete er sich einen Ruf als hervorragender Tropenmediziner und war sowohl bei der niederländischen Kolonialmacht als auch bei der einheimischen Bevölkerung sowie in seiner deutschen Heimat hoch geachtet. Heinemann stand in regelmäßiger Korrespondenz mit Bernhard Nocht, dem Leiter des Instituts für Schiffs- und Tropenkrankheiten in Hamburg, und wurde in deutschen Medien teilweise auch als „Leiter des Tropeninstituts in Medan“ bezeichnet – implizierend, dass es sich bei seinem Krankenhaus um eine Außenstelle des Hamburger Instituts handelte.
Die Familie lebte in einem großen kolonialen Haushalt auf Sumatra. Die heißen Sommer verbrachte man in Berastagi, wo man auf 1330 Metern Höhe über dem Meeresspiegel dem tropischen Klima der sumpfigen Küstenebene zeitweise entgehen konnte. Heinemann gehörte zu den Förderern des jungen Tropenarztes und Biometeorologen Werner Borchardt, den er während einer Ärztekonferenz in Marburg kennengelernt hatte. Er lud ihn zu einem ein- bis zweijährigen Studienaufenthalt nach Niederländisch-Indien ein. Borchardt kam allerdings Anfang Dezember 1930 – nur wenige Wochen nach seiner Ankunft – bei einer Eruption des Vulkans Merapi auf Java ums Leben. Anlässlich des 40. Jahrestages der Entdeckung des Elementes Radium hielt Heinemann 1938 am Oostkust van Sumatra-Instituut in Medan einen Vortrag über Wilhelm Conrad Röntgen.

### Letzte Jahre
Heinemann erbte im Jahr 1938 das elterliche Haus in Lüneburg von seinen Schwestern, konnte sich aufgrund der räumlichen Distanz allerdings nicht darum kümmern. Kurz vor Ausbruch des Zweiten Weltkrieges reiste seine Ehefrau noch einmal nach Lüneburg, um einige Angelegenheiten zu regeln. Im August 1940 wurden das Haus arisiert und der Hausstand aufgelöst. Vom ohnehin nur sehr geringen Erlös erhielt Henry Heinemann nichts.

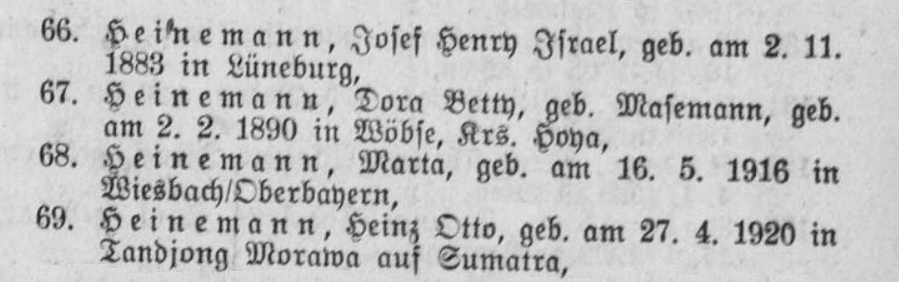
Ausschnitt aus der am 30. August 1941 veröffentlichten 251. Ausbürgerungsliste des Deutschen Reiches mit den Namen von Henry Heinemann, seiner Ehefrau und ihren Kindern. Henry wird gemäß der 1938 erlassenen Namensänderungsverordnung mit dem zusätzlichen Vornamen Israel geführt.

Bis zum 10. Mai 1940 arbeitete er weiterhin für die Senembah Maatschappij. Unmittelbar nachdem das Deutsche Reich zu Beginn des Westfeldzuges im Zweiten Weltkrieg die Niederlande überfallen hatte, wurde er entlassen und interniert. Nach einigen Monaten erklärte man ihn allerdings zu einem „nicht feindlich gesinnten deutschen Staatsangehörigen“ und entließ ihn aus der Haft. Er assistierte anschließend einige Zeit in der Missions-Tuberkuloseklinik von Otto Paneth (1889–1975) im etwa 75 Kilometer südwestlich von Medan gelegenen Batakdorf Kaban Djahé, ehe er sich mit einer eigenen Praxis in Berastagi niederließ. Am 27. August 1941 wurden Henry Heinemann, seine Ehefrau sowie ihre beiden gemeinsamen Kinder auf Grundlage des Gesetzes über den Widerruf von Einbürgerungen und die Aberkennung der deutschen Staatsangehörigkeit auf die 251. Ausbürgerungsliste gesetzt und der deutschen Staatsangehörigkeit für verlustig erklärt. Sie waren somit staatenlos. Der Beschluss wurde am 30. August im Deutschen Reichsanzeiger veröffentlicht.
Als Sumatra ab März 1942 vom Japanischen Kaiserreich besetzt wurde, stellten die neuen Machthaber Heinemann und seine Frau in Berastagi unter Arrest. Auf Stacheldraht wurde verzichtet, der Ort durfte jedoch nicht verlassen werden. Viele der anderen festgesetzten Personen wohnten in den Villen der geflohenen Niederländer. Innerhalb des Lagers betrieb Henry Heinemann weiterhin eine Arztpraxis und durfte dort „unangefochten weiterarbeiten.“
Nach dem Ende des Zweiten Weltkrieges verließ das Ehepaar Südostasien 1947 endgültig und zog in die Niederlande nach Amsterdam. Sie bewohnten nun ein Reihenstadthaus am Surinameplein 92, gelegen im Stadtviertel Westindische buurt (Stadtbezirk Amsterdam-West). Ab 1949 leitete Henry Heinemann das Beratungsbüro für tropische Krankheiten, das bei der Abteilung für Tropenhygiene und geographische Pathologie des Koninklijk Instituut voor de Tropen angesiedelt war. Im selben Jahr stellte er einen Rückerstattungsantrag für sein Geburtshaus in Lüneburg und im Mai 1950 erhielt er die niederländische Staatsbürgerschaft. 1952 kam es zu einem Vergleich mit dem neuen Besitzer des Lüneburger Hauses. Dieser durfte es zwar behalten, musste Heinemann dafür allerdings mit 100.000 D-Mark entschädigen.
Dora starb überraschend am 20. August 1955 während eines Besuches in Lüneburg. Als Anerkennung für seine medizinischen Verdienste in der ehemaligen Kolonie wurde Henry Heinemann am 18. Juli 1958 per königlichem Dekret zum Offizier im Orden von Oranien-Nassau ernannt. Die Auszeichnung überreichte ihm der Minister für Übersee-Angelegenheiten Gerard Helders (1905–2013). Etwa zeitgleich sah er sich jedoch aufgrund einer Prostatakrebserkrankung gezwungen, in den Ruhestand zu gehen. Nur einige Monate später starb er an Heiligabend desselben Jahres.

## Publikationen
1910er Jahre
- Mit Gustav Baermann: Die Intracutanreaktion bei Syphilis und Framboesie. In: Münchener medizinische Wochenschrift, Jahrgang 60, № 28, 1913, Seite 1537–1542.
- Mit Gustav Baermann: Die Behandlung der Amöbendysenterie mit Emetin. In: Münchener medizinische Wochenschrift, Jahrgang 60, № 21 & 22, 1913, Seiten 1132 und 1210.
- Tuberkulose-Beobachtungen an javanischen Kontraktarbeitern. In: Het Geneeskundig Tijdschrift voor Nederlandsch-Indië, Jahrgang 54, № 2, 1914, Seiten 206–211.
- Ein Fall von durch Malaria bedingter Metritis und Perimetritis. In: Archiv für Schiffs- und Tropen-Hygiene, Band 23, № 6, 1919, Seiten 111–112.

1920er Jahre
- Waarneming van een geval van Encephalits lethargica. In: Het Geneeskundig Tijdschrift voor Nederlandsch-Indië, Jahrgang 60, 1920, Seiten 556–557.
- Ueber Meningococcensepsis. In: Het Geneeskundig Tijdschrift voor Nederlandsch-Indië, Jahrgang 60, 1920, Seiten 563–566.
- Bijdrage tot het doorvoeren van hygiënische maatregelen onder primitieve omstandigheden. Latrinenhygiëne. In: Het Geneeskundig Tijdschrift voor Nederlandsch-Indië, Jahrgang 60, 1920, Seiten 819–837.
- Tuberkulose der Mundhöhle. In: Deutsche Monatsschrift für Zahnheilkunde, Jahrgang 39, Heft 9, 1921, Seiten 257–266.
- Mit K. Wilke: Beitrag zur Behandlung der Blennorrhöe der Erwachsenen. In: Münchener medizinische Wochenschrift, Jahrgang 68, № 5, 1921, Seite 143.
- Untersuchungen über den diagnostischen Wert der Methoden von Wassermann, Sachs-Georgi und Meinicke (D.M.)[A 6] in Malarialändern (Das Verhalten des Blutserums bei Malaria). In: Münchener medizinische Wochenschrift, Jahrgang 68, № 48, 1921, Seiten 1551–1553.
- Vergleichende Blutuntersuchungen mit den Methoden von Wassermann, Sachs-Georgi und Meinicke (DM). I. Mitteilung. In: Archiv für Schiffs- und Tropen-Hygiene, Band 25, № 3, 1921, Seiten 80–98.
- Vergleichende Blutuntersuchungen mit den Methoden von Wassermann, Sachs-Georgi und Meinicke (DM). II. Mitteilung. In: Archiv für Schiffs- und Tropen-Hygiene, Band 25, № 11, 1921, Seiten 323–334.
- Untersuchungen über den praktischen Wert der Meinickeschen Trübungsreaktion und der übrigen serodiagnostischen Methoden im tropischen Lande. In: Archiv für Schiffs- und Tropen-Hygiene, Band 26, № 12, 1922, Seiten 369–379.
- Die Behandlung der gonorrhoischen Infektion des Auges bei javanischen und chinesischen Arbeitern besonders mit Caseosan. In: Klinische Monatsblätter für Augenheilkunde, Band 68, Januar/Februar, 1922, Seiten 163–165.
- Antikörperstudien bei Tuberkulose. Die Komplementbindungsreaktion und ihr Malariafehler. In: Münchener medizinische Wochenschrift, Jahrgang 69, № 28, 1922, Seite 1035–1037.
- Zur Frage der intensiven Serumbehandlung des Tetanus. In: Klinische Wochenschrift, Jahrgang 2, № 27, 1923, Seite 1291.
- Behandlungsversuche mit dem Tuberkulose-Vaccin Shiga. In: Beiträge zur Klinik der Tuberkulose und spezifischen Tuberkulose-Forschung, Jahrgang 56, № 1, 1923, Seiten 20–40.
- Untersuchungen über den Liquor cerebrospinalis. I. Mitteilung: Der Liquor cerebrospinalis Malariakranker. In: Archiv für Schiffs- und Tropen-Hygiene, Band 28, № 1, 1924, Seite 26–32.
- Untersuchungen über den Liquor cerebrospinalis. II. Mitteilung. In: Archiv für Schiffs- und Tropen-Hygiene, Band 28, № 5, 1924, Seite 187.
- Über Behandlung der Lepra mit Thymol. In: Archiv für Schiffs- und Tropen-Hygiene, Band 28, № 12, 1924, Seite 523.
- Behandlung der Lepra mit intravenösen Injektionen einer Thymolölemulsion. In: Beiträge zur Klinik der Tuberkulose und spezifischen Tuberkulose-Forschung, Jahrgang 59, № 4, 1924, Seiten 619–621.
- Zur Diagnose und Therapie der chronischen Amöbiasis. In: Archiv für Verdauungskrankheiten, Jahrgang 33, № 3/4, 1924, Seiten 203–214.
- Over behandeling der lepra met thymol. In: Het Geneeskundig Tijdschrift voor Nederlandsch-Indië, Jahrgang 65, 1925, Seiten 66–69.
- Weiterer Beitrag zur Frage der Bedeutung der serologischen Blutuntersuchung in tropischen Ländern. In: Archiv für Schiffs- und Tropen-Hygiene, Band 29, № 4, 1925, Seite 179.
- Untersuchungen über den Liquor cerebrospinalis. III. Mitteilung: Einige Fragen der praktischen Syphilis- und Tuberkulosediagnostik im tropischen Lande. In: Archiv für Schiffs- und Tropen-Hygiene, Band 29, 1926, Seite 316.
- Mit Lotte Heinemann:[A 7] Untersuchungen über den Liquor cerebrospinalis. IV. Mitteilung. In: Archiv für Schiffs- und Tropen-Hygiene, Band 30, № 1, 1926, Seite 61.
- Ein durch Malaria komplizierter Fall von Pylorospasmus. In: Zeitschrift für Kinderheilkunde, Jahrgang 42, № 5/6, 1926, Seiten 672–673.
- Beitrag zur Frage der Tuberkulose in den Tropen. In: Beiträge zur Klinik der Tuberkulose und spezifischen Tuberkulose-Forschung, Jahrgang 64, № 5/6, 1926, Seiten 598–600.
- Die „hämolytische Schnellreaktion auf Lues“ von Kadisch. In: Archiv für Schiffs- und Tropen-Hygiene, Band 31, 1927, Seiten 552.
- Symmetrische Hauterscheinungen bei einem Beri-Beri-Kranken. In: Dermatologische Zeitschrift, Jahrgang 50, № 2, 1927, Seiten 135–136.
- Enkele opmerkingen omtrent vergelijkende Physiologie en vergelijkende Pathologie. In: Het Geneeskundig Tijdschrift voor Nederlandsch-Indië, 1927, Seiten 36–42.
- Bericht über zwei Fälle salvarsan-resistenter Framboesie (Mit einigen Bemerkungen zur Pathologie der Framboesie). In: Archiv für Dermatologie und Syphilis, № 156, 1928, Seiten 577–582.
- Kort verslag over de werkzaamheden der polikliniek voor behoeftige borstlijders te Medan gedurende het eerste jaar van haar bestaan. In: Het Geneeskundig Tijdschrift voor Nederlandsch-Indië, 1929, Seite 19.

1930er Jahre
- Zur Frage des Einflusses der Malaria auf den Widerstand des Organismus bei Tuberkulose. In: Deutsche Medizinische Wochenschrift, № 52, 1930, Seiten 2213–2214.
- Mit Werner Borchardt: Tuberkulose und Chlorstoffwechsel im tropischen Klima. In: Archiv für Schiffs- und Tropen-Hygiene, Band 35, 1931, Seiten 567–577.
- Untersuchungen mit der Pallidareaktion. In: Dermatologische Wochenschrift, Band 94, Heft 20, 1932, Seiten 680–689.
- Über die praktische Brauchbarkeit der Pallida-Reaktion im Arbeitskreis des Tropenarztes. In: Archiv für Schiffs- und Tropen-Hygiene, Band 36, 1932, Seiten 9–19.
- Mit Raden Pirngadi: Verslag der polikliniek voor behoeftige borstlijders te Medan over het jaar 1929–1930. In: Het Geneeskundig Tijdschrift voor Nederlandsch-Indië, Jahrgang 73, 1933, Seiten 161–169.
- Het hygiënisch werk der Senembah-Maatschappij gedurende de laatste jaren. In: Het Geneeskundig Tijdschrift voor Nederlandsch-Indië, Jahrgang 75, 1935, Seiten 524–533.